# Solotarjowo
Solotarjowo (ukrainisch Золотарьово; russisch Золотарево Solotarjewo, ungarisch Ötvösfalva, slowakisch Zlatáry, Zolotarjevo) ist ein Dorf in der ukrainischen Oblast Transkarpatien mit etwa 4200 Einwohnern (2004).

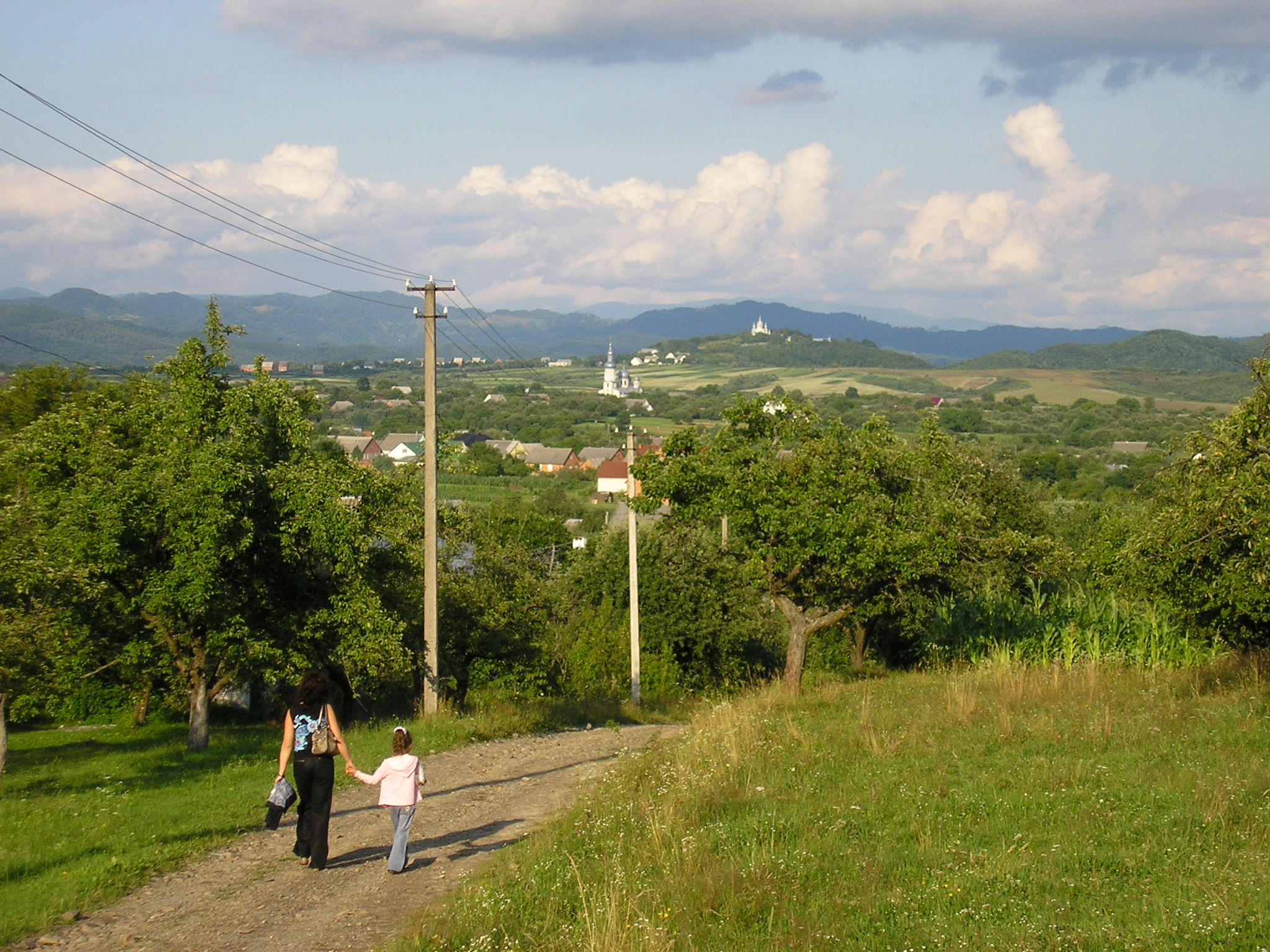
Blick ins Dorf

Am 12. Juni 2020 wurde das Dorf ein Teil neu gegründeten Landgemeinde Drahowo im Rajon Chust; bis dahin bildete es die Landratsgemeinde Solotarjowo (Золотарівська сільська рада/Solotariwska silska rada) im Osten des Rajons.
Die Ortschaft liegt in den Waldkarpaten auf 319 m Höhe 24 km westlich vom Rajonzentrum Chust. Das Oblastzentrum Uschhorod liegt 135 km nordwestlich vom Dorf.
Erstmals schriftlich erwähnt wurde das Dorf im Jahr 1414. Bis 1919 gehörte die Ortschaft zum Königreich Ungarn innerhalb des Kaiserreichs Österreich-Ungarn und im Anschluss als Teil der Karpato-Ukraine zur Tschechoslowakei. Mit der Annektierung kam Solotarjowo 1939–1945 erneut an Ungarn, ab 1945 gehörte das Dorf zur Ukrainischen SSR innerhalb der Sowjetunion. Seit 1991 ist Solotarjowo Teil der unabhängigen Ukraine.